# Promiń (rejon kamieński)
Promiń (ukr. Промінь, do 2016 Czerwonyj Promiń, ukr. Червоний Промінь) – wieś na Ukrainie, w obwodzie dniepropetrowskim, w rejonie kamieńskim, w hromadzie Krynyczky. W 2001 liczyła 423 mieszkańców, spośród których 400 wskazało jako ojczysty język ukraiński, 19 rosyjski, 1 mołdawski, 1 węgierski, 1 białoruski, a 1 osoba się nie zadeklarowała.